# Samuel K. Doe

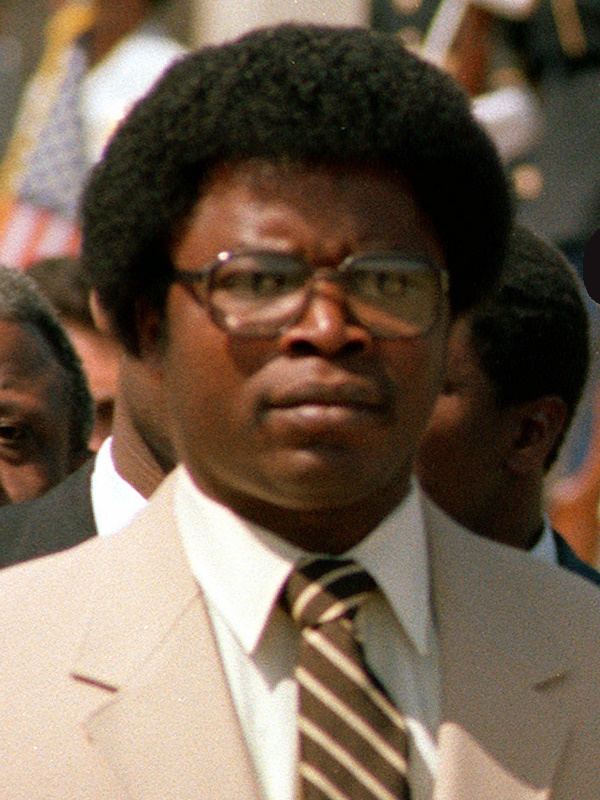
Samuel Doe (1982)

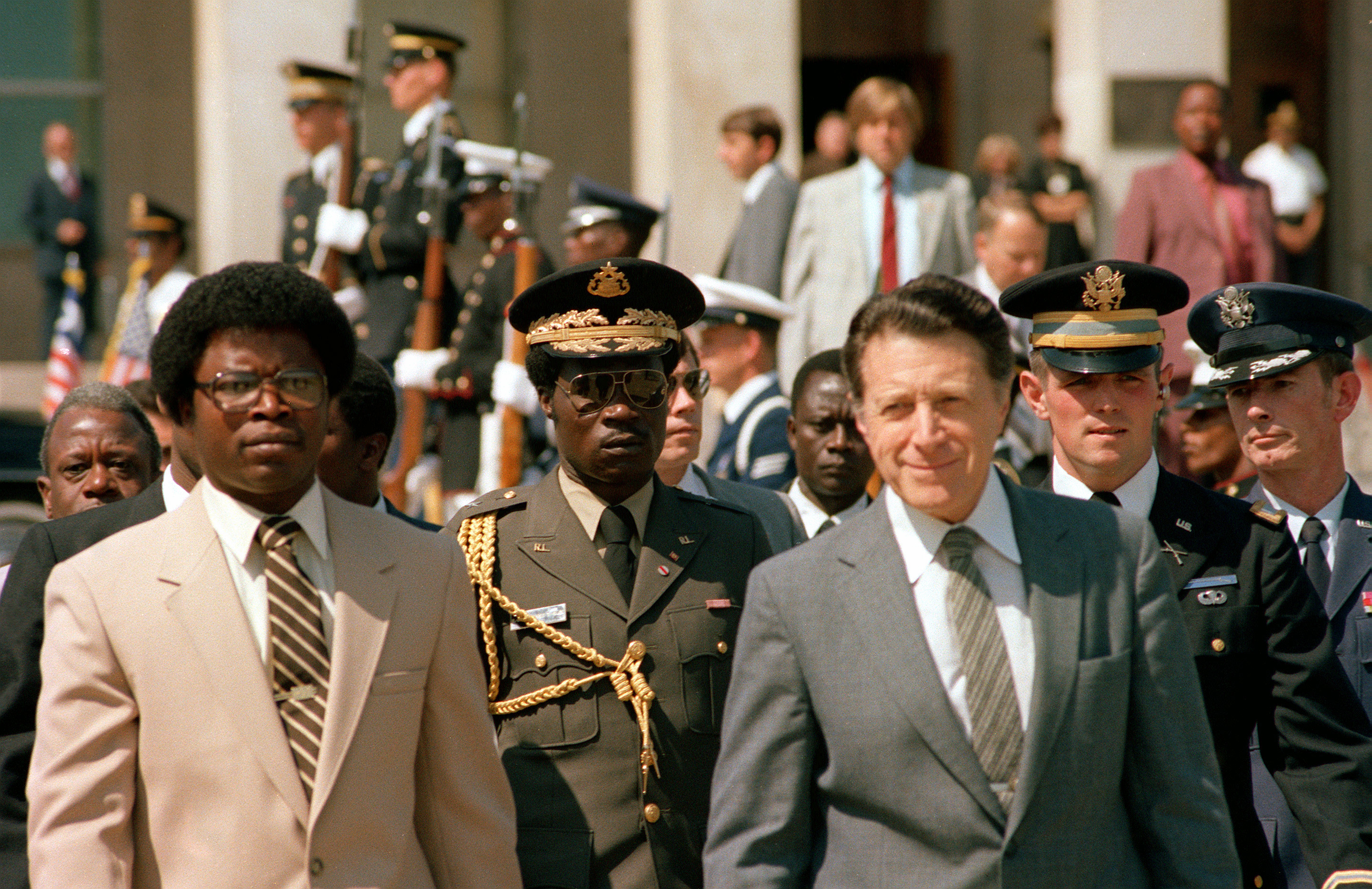
Doe und US-Verteidigungsminister Weinberger, 1982 in Washington DC

Samuel Kanyon Doe (* 6. Mai 1951 in Tuzon nahe Zwedru; † 9. September 1990 in Monrovia) war ab 1980 Staatschef und von 1986 bis 1990 21. Staatspräsident Liberias.

## Leben

### Frühe Jahre
Doe wurde 1951 in Tuzon als Sohn eines Soldaten geboren. Er entstammte der Volksgruppe der Krahn. Im Alter von 18 Jahren trat er in die Armee ein und diente sich bis 1979 zum Master Sergeant hoch. Daneben besuchte er eine Abendschule.

### Herrschaft
Am 12. April 1980 führte er eine Gruppe Unteroffiziere an, die den Präsidentenpalast stürmten und Präsident William R. Tolbert, Jr. töteten. Darauf wurde das siebzehnköpfige „People’s Redemption Council“ mit Doe als Vorsitzendem gegründet, das die Herrschaft im Land übernahm. Es folgten öffentliche Hinrichtungen, zunächst von Angehörigen der ameriko-liberianischen Elite, dann auch von angeblichen oder tatsächlichen politischen Gegnern. Doe ließ Minister der Regierung nackt durch Monrovia laufen und am Strand erschießen.
Das Regierungssystem war nur scheinbar demokratisch, tatsächlich errichtete Doe eine Militärdiktatur unter der National Democratic Party of Liberia. Liberia wurde zu einer Steueroase für Nordamerikaner und Europäer. Nach dem Wahlsieg Ronald Reagans in den USA im Jahr 1981 wurden die finanziellen Hilfen aus den USA für die Doe-Regierung deutlich erhöht. Ab Mitte der 1980er Jahre nahm jedoch der Geldstrom ab, zugleich brach das Finanzsystem des Landes durch Fehlentscheidungen der Regierung erneut zusammen.
Doe ließ eine Präsidentschaftswahl für 1985 ansetzen, und seine Partei gewann sie offiziell mit absoluter Mehrheit. Unabhängige Wahlbeobachter beurteilten die Wahl als manipuliert. Proteste wurden niedergeschlagen. Ab Ende der 1980er verlor Doe die finanzielle Unterstützung der USA und sah sich wegen seines grausamen Regimes und der Korruption immer größerem Druck ausgesetzt.

### Ende der Herrschaft und Ermordung
Ende 1989 begann Charles Taylor von der Elfenbeinküste aus, einen Krieg gegen Does Herrschaft zu führen. Mitte 1990 wurde der größte Teil des Landes von Rebellen kontrolliert. Am 9. September 1990 wurde Doe durch eine von Yormie Johnson geführte Gruppe gefasst und zu Tode gefoltert. Dabei ließ Johnson ihm unter anderem beide Ohren abschneiden und ihn anschließend verbluten. Videobänder von der Folterung und Hinrichtung Does kursierten bald in ganz Westafrika.